# 伊爾克利河 (佳斯明河支流)
伊爾克利河（烏克蘭語：Ірклій），是烏克蘭的河流，位於該國北部，屬於佳斯明河的右支流，發源自茨維特涅東南面，流經切爾尼戈夫州和基洛夫格勒州，河道全長26公里，流域面積226平方公里。